# Голод в истории России
Голод в истории России - случаи голода, засухи и неурожаев, происходившие на территории России.
С начала XI до конца XVI века на территории России на каждое столетие приходилось по 8 неурожаев, которые повторялись через каждые 13 лет, вызывая иногда длительный голод на весомой территории.

## Средневековье
Согласно известиям Никоновского свода, в 1008 году Русь впервые подверглась нашествию вредителей. Этим знойным засушливым летом множество "прузи", как древние летописцы называли саранчу, пришло на Русскую землю.
К числу голодных лет исследователи также относят 1009-й год.
Сильный зной обрушивается на южнорусские земли в 1017 году.  В один из жарких дней Киев вспыхивает как свеча. В огне пожара гибнет множество хоромов и около 700 церквей.
Через семь лет засуха (1024 года) вновь повторяется. На этот раз в Суздальской земле, которую охватывают сильный голод и мятеж.
В Лаврентьевской летописи сообщается о большом количестве умерших в Киеве зимой 1092 года: «В си же веремена мнози человеци умираху различными недугы, якоже глаголаху продающе корсты, яко продахомъ корсты от Филипова дне до мясопуста 7 тысячь». Перевод: "В это время многие люди умирали от различных недугов. Как рассказывали гробовщики, мы, мол, от Филиппова дня до мясопуста продали семь тысяч гробов".
Особенно сильные вспышки голода приводили к тому, что в неурожайные годы народ прибегал к употреблению суррогатов.
В 1121 году в Новгороде «ядяху люди лист липов, кору берёзовую, а инии мох, конину». Также было и в 1214—1215 году, а в 1230—1231 году «инии простая чадь резаху люди живые и ядяху, а инии мёртвые мяса и трупие обрезаече ядяху, а другие конину, псину, кошкы».
«Летописец Переяславля Суздальского» под 1214 годом упоминает засуху, которая привела к великому голоду в Северо-Восточной Руси, где «много зла сотворися».
Подробное описание голода в России в 1230 году даёт Н. М. Карамзин («История государства Российского»):

« Жестокій морозъ 14 сентября побилъ всѣ озими; Между тѣмъ голодъ и моръ свирѣпствовали, цѣна на хлѣбъ сдѣлалась неслыханная: За четверть ржи платили уже гривну серебра или семь гривенъ кунами. Бѣдныя ѣли мохъ, желуди, сосну, ильмовый листъ, кору липовую, собакъ, кошекъ и самыя трупы человѣческія; нѣкоторыя даже убивали людей, чтобы питаться ихъ мясомъ: но сіи злодѣи были наказаны смертію. Другіе въ отчаяніи зажигали домы гражданъ избыточныхъ, имѣвшихъ хлѣбъ въ житницахъ, и грабили оныя; а безпорядокъ и мятежъ только увеличивали бѣдствіе. Скоро двѣ новыя скудельницы наполнились мертвыми, которыхъ было сочтено до 42 000; на улицахъ, на площади, на мосту гладныя псы терзали множество непогребенныхъ тѣлъ и самыхъ живыхъ оставленныхъ младенцевъ; родители, чтобы не слыхать вопля дѣтей своихъ, отдавали ихъ въ рабы чужеземцамъ. „Не было жалости въ людяхъ, — говоритъ лѣтописецъ: — казалось, что ни отецъ сына, ни мать дочери не любитъ. Сосѣдъ сосѣду не хотѣлъ уломить хлѣба!“ Кто могъ, бѣжалъ въ иныя области; но зло было общее для всей Россіи, кромѣ Кіева: въ одномъ Смоленскѣ, тогда весьма многолюдномъ, умерло болѣе тридцати тысячъ людей. »

Далее голод был отмечен в 1422, 1442, 1512, 1553, 1557 и 1570 годах. Причины были те же, как и в новейшее время: засуха, избыток дождей, ранние морозы, «прузи» (саранча) и т. д. Приблизительная оценка людских потерь с XII по начало XVII века только среди городского населения — около 3,4 миллиона человек.

## XVII столетие
XVII столетие открылось страшным голодом при Борисе Годунове в 1601 и 1602 годах. В энциклопедическом словаре Брокгауза и Ефрона (1893 г., т. 9) отмечается: «Спутниками голода были болезни, мор».
Вновь разразился голод в 1608, 1630 и 1636 годах. Из множества неурожаев, постигших Московское царство в царствование Алексея Михайловича, неурожай 1650 года вызвал бунт в Пскове, усмирённый без содействия вооружённой силы: царь созвал земский собор, который послал в этот город своих представителей. Голод на Дону в 60-х годах, вследствие неурожаев и затяжных войн с Польшей и Швецией, стал одной из причин Восстания казаков под предводительством Степана Разина
Во время голода в России в 1733—1735 годах в Нижегородской губернии крестьяне питались в том числе гнилой дубовой корою, ели дубовые жёлуди и т. п.
В общем, число неурожаев и голодных лет в течение XVII, XVIII и XIX столетий увеличивается. В XVIII столетии было 34 неурожая, а в течение XIX столетия лишь до 1854 года их было 35.

## XIX век
В 1822 году в Повенецком уезде Олонецкой губернии во всеобщем употреблении у крестьян была сосновая кора вместо муки.
В 1833 году хлеб заменялся желудями и древесной корою, а муку смешивали с глиной.
Голод 1840 года описан в рассказе «Юдоль» Николая Семёновича Лескова.
В 1842 году правительством было констатировано, что неурожаи повторяются через каждые 6—7 лет, продолжаясь по два года подряд.
В 1840 году министерство внутренних дел прописывало иногда рецепты для приготовления разных суррогатов: как делать хлеб из винной барды или из картофеля с примесью ржаной муки, а в 1840 году преподавало способы приготовления муки с примесью свекловицы. Неизменный результат всякого рода суррогатов — болезни и повышенная смертность.
Во второй половине XIX столетия особо свирепствовал голод, порождённый неурожаями 1873, 1880 и 1883 годов.
Одной из главных причин наступления голода являлось не всеобщее отсутствие продовольствия в стране, а отсутствие у крестьян, ведущих полунатуральное хозяйство, средств для покупки хлеба. Когда в 1873 году страдала от голода левая сторона Поволжья — самаро-оренбургская, на правой стороне саратовской — был редкий урожай и хлеб не находил сбыта даже по низким ценам. То же самое наблюдалось в 1884 году в Казанской губернии, когда казанские мужики питались всяческими суррогатами, на волжско-камских пристанях той же Казанской губернии гнили 1 720 000 четвертей хлеба.
В 1891 году, когда весь восток Европейской России был объят неурожаем, урожай хлебов в малороссийских, новороссийских, юго-западных, прибалтийских губерниях и на севере Кавказа был таков, что всего в России уродилось на каждую душу несравненно больше тех 14 пудов, которые были признаны тогда достаточными на одного человека в течение года. Голодом были охвачены 16 губерний Европейской России и Тобольская губерния в Сибири с населением в 35 миллионов; особенно тогда пострадали Воронежская, Нижегородская, Казанская, Самарская, Тамбовская губернии. В Поволжье от катастрофического голода пострадали восточные области чернозёмной зоны — 20 губерний с 40-миллионным крестьянским населением. В менее обширном районе, но не с меньшей продолжительностью голод повторился и в 1892—1893 годах.

## Голодный экспорт в России начала XX века
В научной литературе сложилось представление, что Россия осуществляла экспорт зерна за рубеж в начале XX века в ущерб внутреннему потреблению — так называемый «голодный экспорт». Это убеждение попало также в публицистику. В 2013 году на федеральном телеканале «Россия-24» вышел фильм (с привлечением экспертов) о том, что накануне Первой мировой войны в России от голода умирало ежегодно 1,5 млн человек. Такие утверждения вызвали недовольство экспертов, которые выступали в фильме. Доктор исторических наук Михаил Давыдов (он также выступал в фильме) сказал, что его «просто колотило».
В русской публицистике начала XX века понятие «голод» встречалось часто, но имело иное значение, чем в современном русском языке. Доктор исторических наук Михаил Давыдов отмечал, что «голодом» в русской прессе начале XX века называли дефицит чего-либо и привёл следующие примеры из периодики того времени: «сахарный голод», «чугунный голод», «нефтяной голод», «дровяной голод», «угольный голод».
Тем не менее, Министерство Внутренних дел Российской империи признавало, что в годы неурожаев «ослабленное население страдает наиболее всего от сыпного тифа и цинги», фиксируя корреляцию между неурожаем и «усилениями заболеваемости», когда количество заболевших в 2—3 раза превышало число больных предыдущих лет. В XX веке подобная ситуация имела место после неурожаев в 1902, 1907, 1912 годы. Аналогичные всплески заболеваемости фиксировались по месяцам года даже в 1913 году, в котором величины зарегистрированных больных цингой были наименьшими в сравнении с предшествующими двадцатью годами, что, по мнению некоторых кандидатов медицинских наук, свидетельствует о нехватке продовольственных запасов у населения, достаточных для того, чтобы дожить до сезона урожая без патологии.
По мнению историка Н. А. Егиазаровой голодным для России был период с 1891 по 1911 год. Организованная система помощи пострадавшим от неурожая местностям дала хорошие результаты и предотвратила смертность от голода 1911 года. В частности, в 1898—1899 гг. была успешно осуществлена программа «великого переселения лошадей» для помощи крестьянам пострадавших от неурожая местностей.

## Голод после 1917
Немаловажную роль в возникновении голода играли и происходящие в стране политические и социальные явления (войны, революции и т. п.). К таковым случаям голода можно отнести и наиболее известные вспышки голода в России в XX веке — голод в Поволжье 1921—1922 годов, вызванный длительным отсутствием осадков и осложненный последствиями Гражданской войны, Массовый голод 1932—1933 годов в период коллективизации, голод в блокадном Ленинграде (1941—1944). И, наконец, после Великой Отечественной войны последний в истории Советского Союза массовый голод 1946/47 годов.

### Голод в Поволжье 1921-1922
В 1921-1922 году на территории Поволжья разразился жесточайший голод. Для помощи голодающим правительство закупило за рубежом около миллиона тонн продуктов мукомольного производства на 92,6 млн золотых рублей из золотого запаса Российской империи, что в переводе на 25 млн голодающих позволило выдать каждому 40 кг хлеба.
В первом издании Большой советской энциклопедии (1930 г., т. 17) голод признается «небывалым даже в летописях русских голодовок»: охвачено 35 губерний с населением 90 миллионов, погибло около 5 миллионов человек, опустошено до 10—20 процентов дворов и хозяйств, количество беспризорных детей дошло почти до 7 миллионов. При этом, уже в третьем издании БСЭ 1970-х годов безосновательно отмечалось, что «Катастрофическая засуха 1921 благодаря эффективным мерам Советского государства не повлекла обычных тяжелых последствий» (1972 г., т. 7).

### Массовый голод 1932-33
Начавшаяся в стране Коллективизация стала главной причиной голода 1932-1933 годов на Украине, в Поволжье, в Казахстане, в Белоруссии, а также в Сибири и на Cеверном Кавказе. В итоге от голода погибло от 3 до 7 млн. человек(точные данные неизвестны или оспариваются). Голод 1932-1933 является, наравне с голодом 1921-1922, крупнейшим голодом в истории СССР.

### Голод 1946-47
Последний крупномасштабный голод в истории России начался после Великой Отечественной войны. В результате разрухи сельского хозяйства, Засухи 1946, а также экспортом зерна в дружественные СССР страны, от голода погибло до 1.5 миллиона человек.

### Неурожай 1963 года
Неурожай вызвали ошибки руководства СССР по сельскохозяйственной программе, а также начавшаяся засуха. Хотя массового голода удалось избежать, данное явление послужило причиной последующих закупок зерна из за границы вплоть до распада СССР.